# گریندلوالد
گریندلوالد یکی از بخش‌های کانتون برن سوئیس است. این منطقه مسکونی در ارتفاع ۱۰۳۴ متر بالاتر از سطح آب‌های آزاد قرار دارد.

## نگارخانه

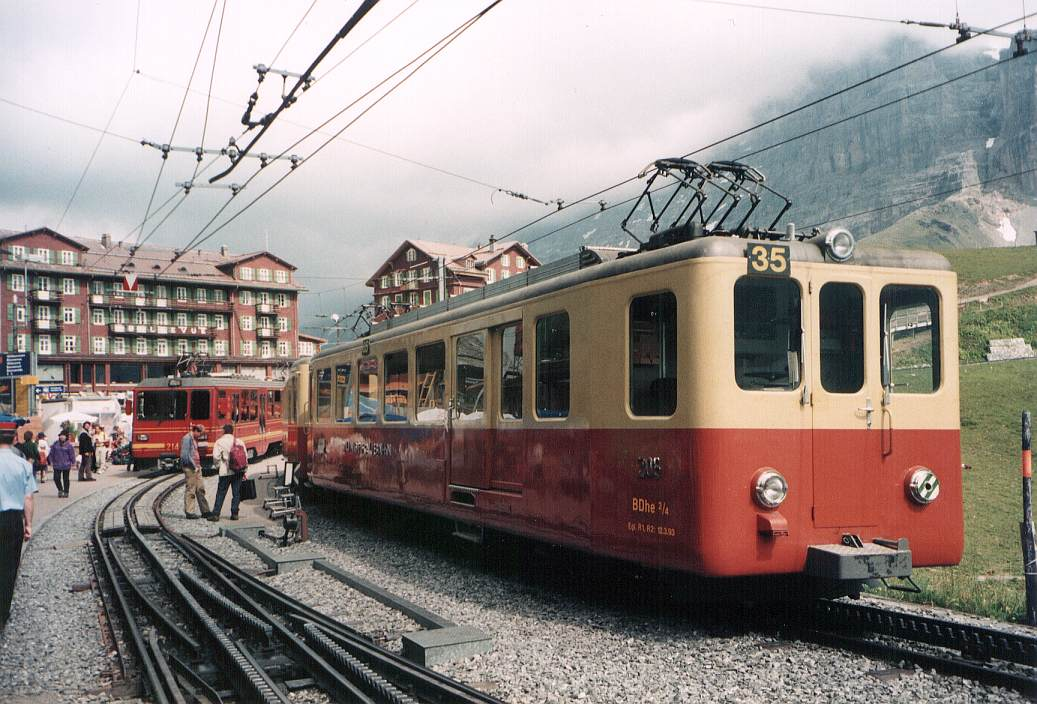
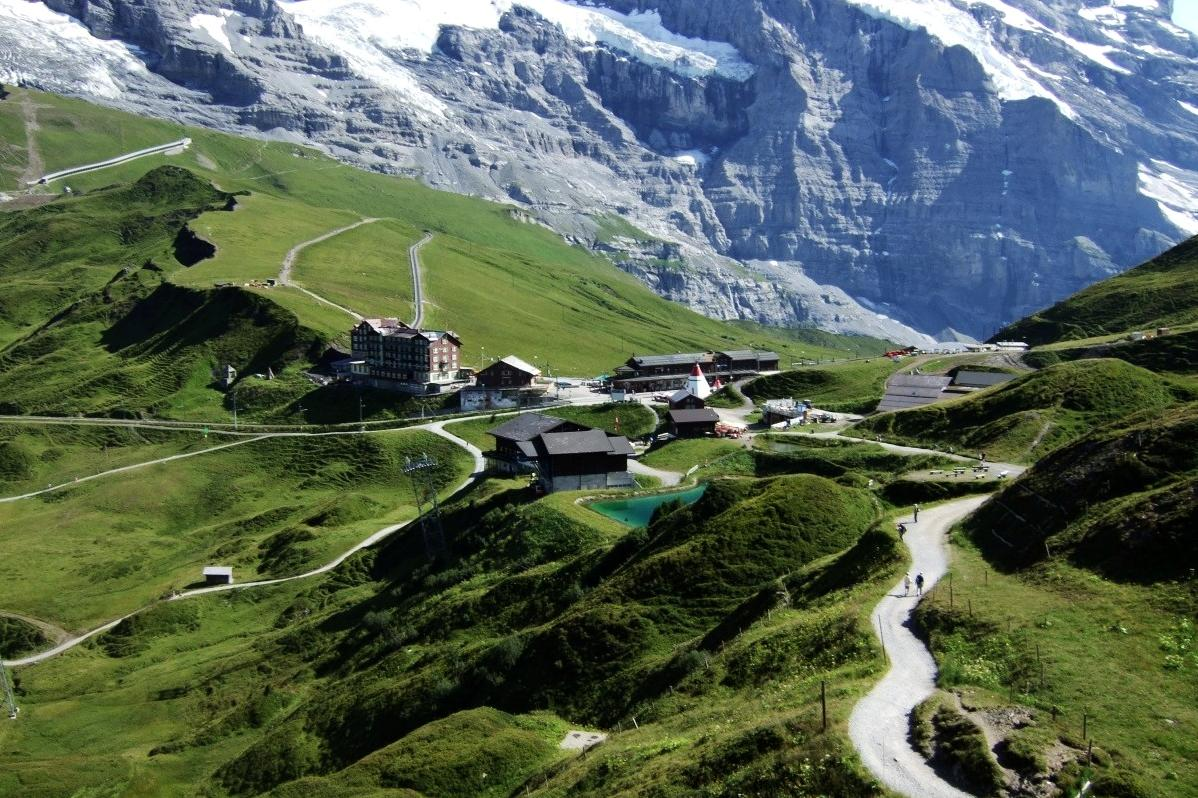